# Stachys schtschegleevii
Stachys schtschegleevii là một loài thực vật có hoa trong họ Hoa môi. Loài này được Sosn. ex Grossh. miêu tả khoa học đầu tiên năm 1932.